# St. Georgs-Hospital

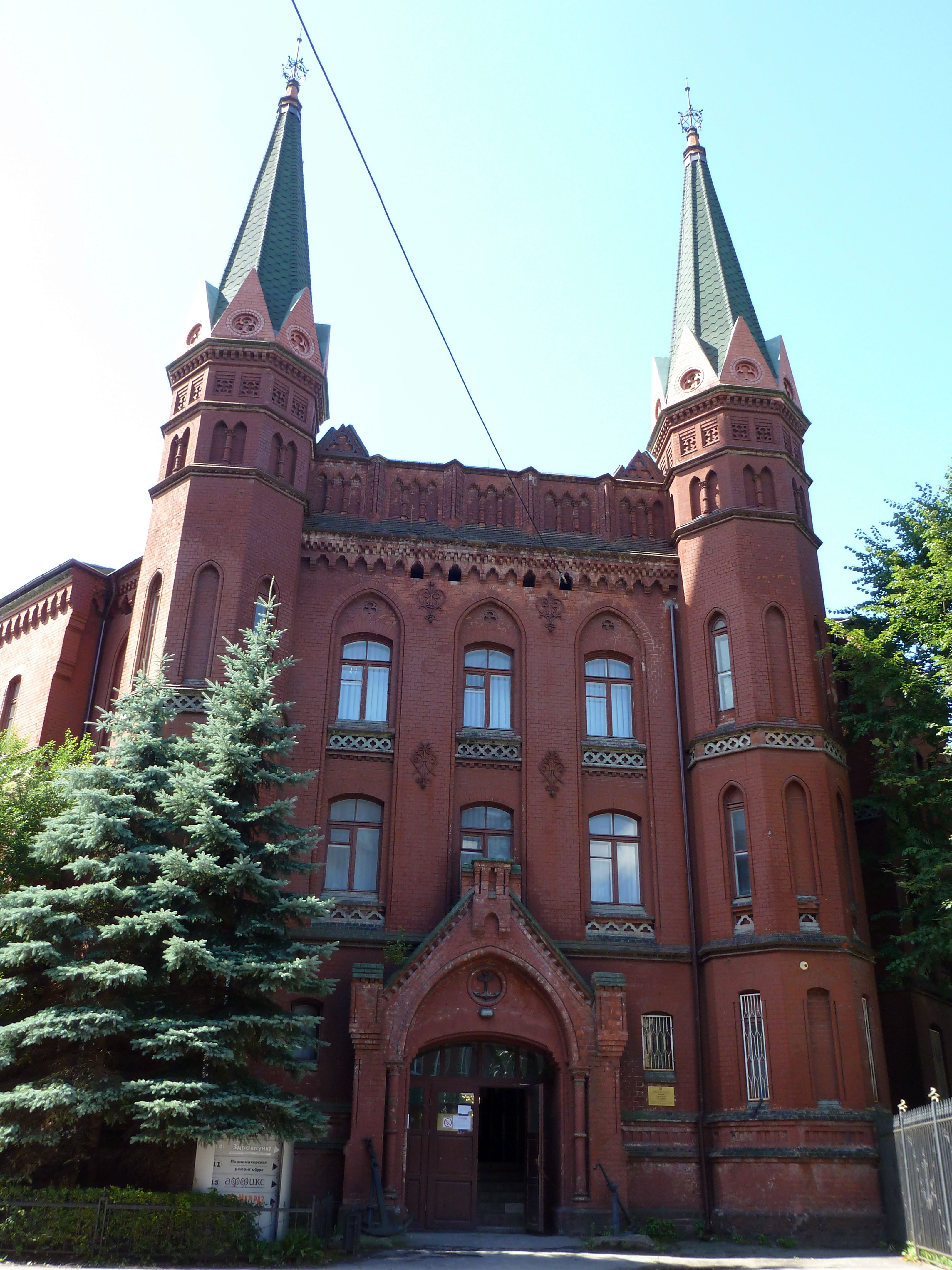
St. Georgs-Hospital, Portal

Das St. Georgs-Hospital (auch St. Georgen-Hospital, russisch Госпиталь Святого Георга) ist ein historisches Gebäude in Kaliningrad, dem früheren Königsberg i. Pr. Georgenhospitäler waren Wohnheime für kranke und alte Menschen, diese Nutzung dauerte bis 1945 an, heute wird das Gebäude als Ausbildungsstätte für Seeleute genutzt.

## Lage

Königsberg 1905, St. Georgs-Hospital C5

Der Gebäudekomplex steht südlich des Kneiphofs in der ehemaligen Hinteren Vorstadt, früher mit der Adresse Turnerstraße 4, jetzt ul. Morechodnaja 3.

## Gebäude

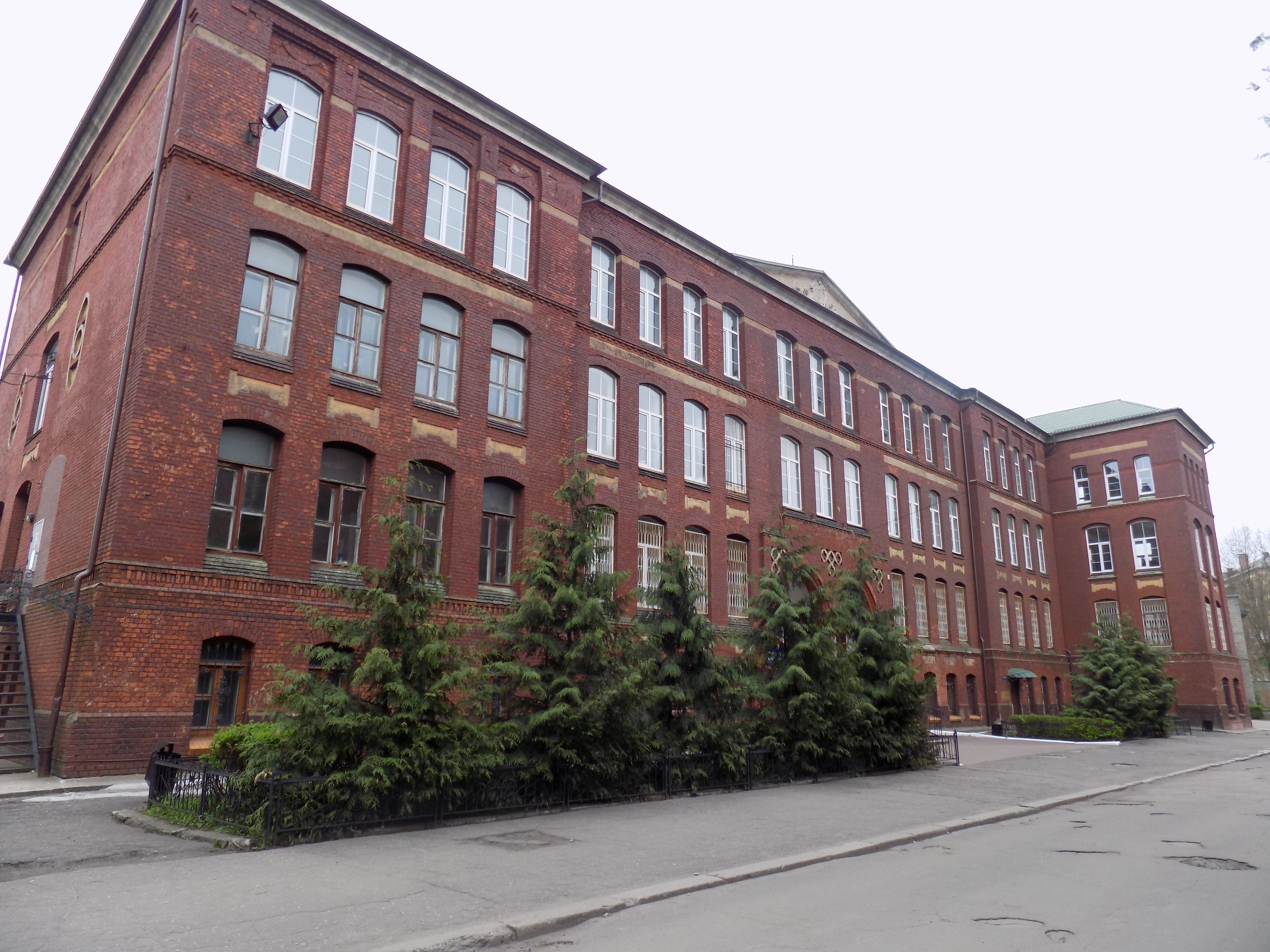
Ehemaliges St. Georgen-Hospital

Das Hospital ist ein langgestreckter dreigeschossiger Gebäudekomplex mit roter Klinkerfassade und neugotischem Bauschmuck. Die Räume im Inneren sind als Unterrichtsräume und Unterkünfte für die Auszubildenden eingerichtet. Das Gebäude steht unter Denkmalschutz.

## Geschichte

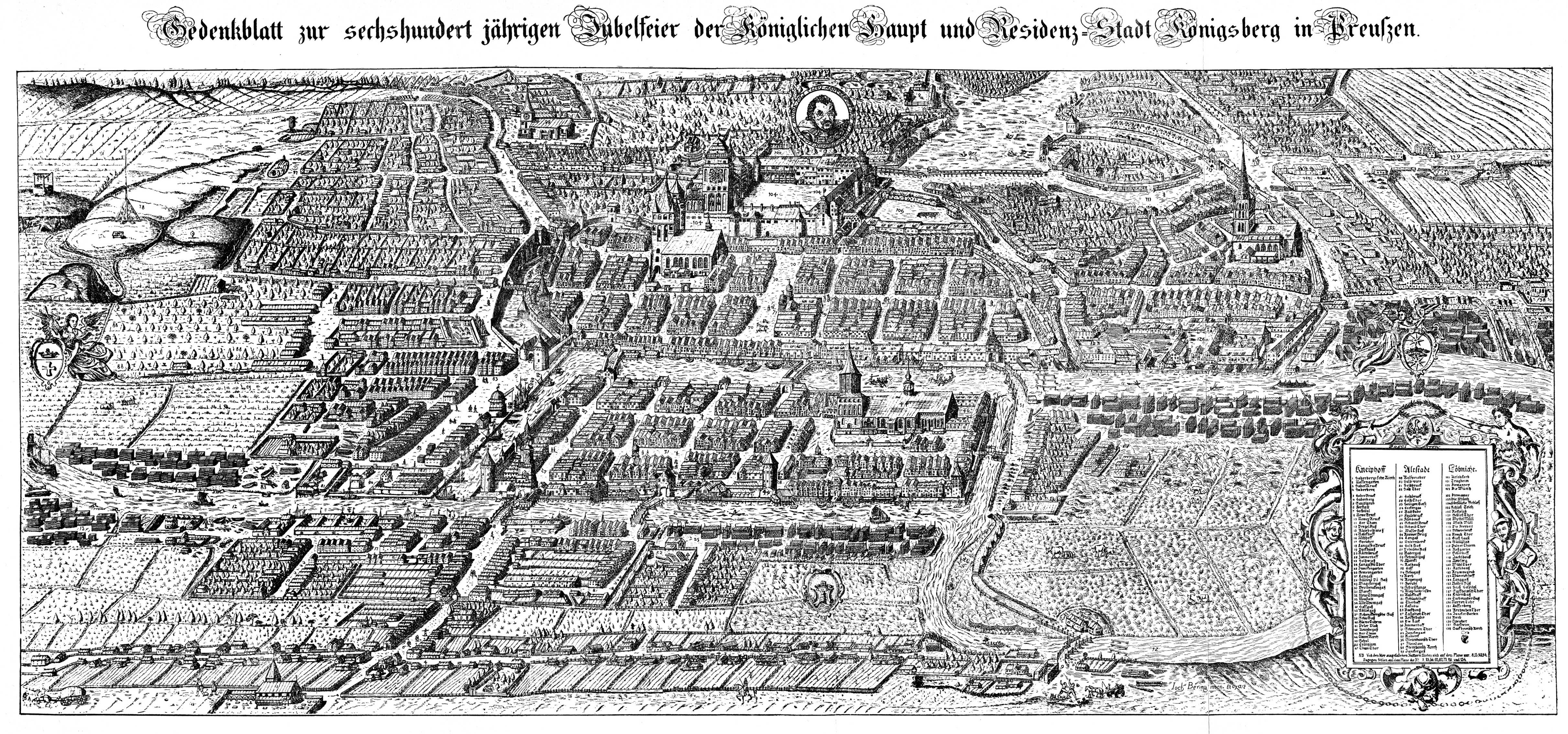
Königsberg 1613, Hospital, Kapelle mit Bäumen, ganz unten Mitte, (7, unter der 6)

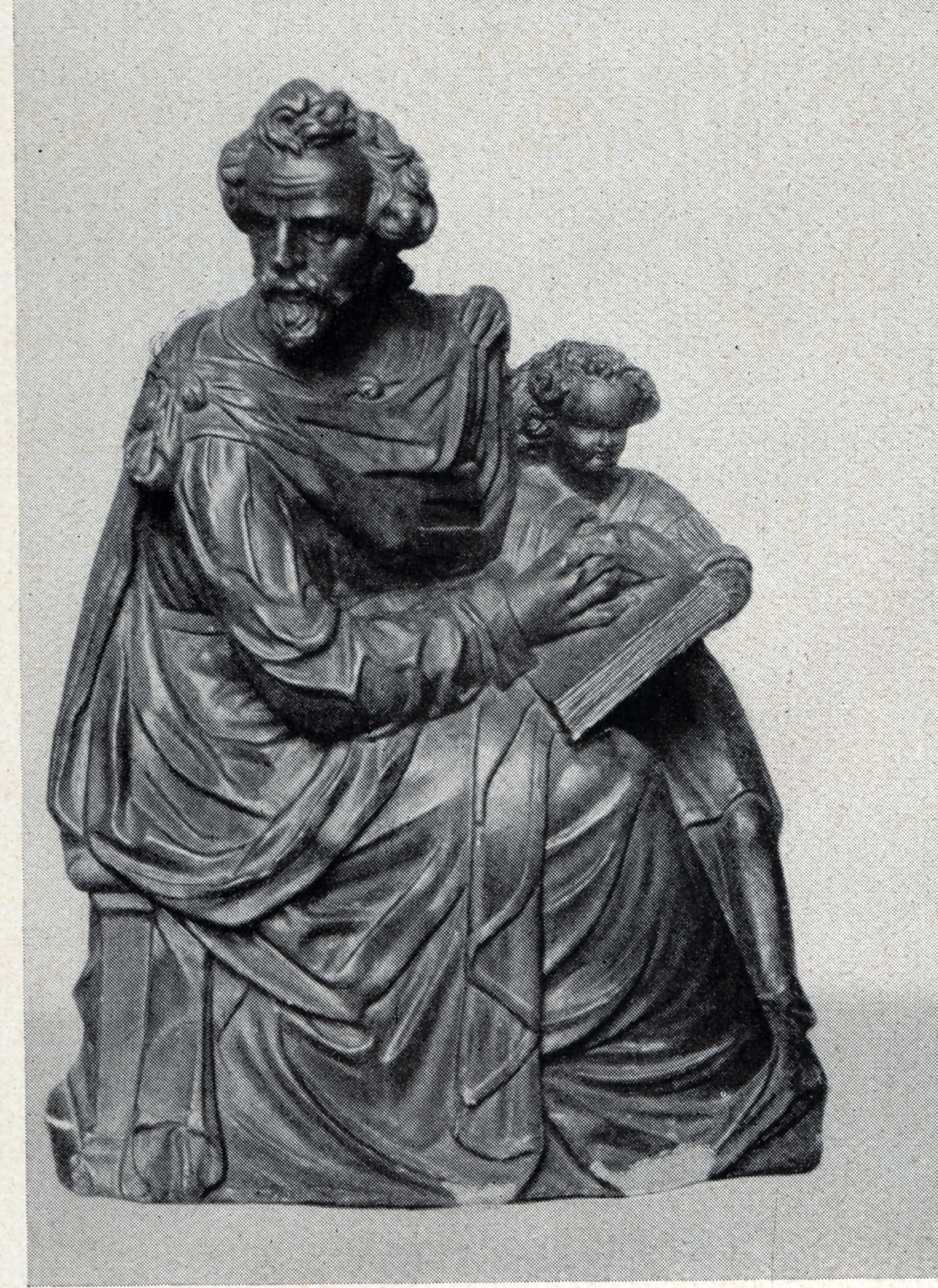
Evangelist Matthäus, um 1635

Das St. Georgs-Hospital wurde etwa um 1320 für arme Kranke, besonders mit ansteckenden Krankheiten, durch den Deutschen Orden gegründet und lag deshalb vor den Toren der mittelalterlichen Stadt. Seine erste Erwähnung datiert auf das Jahr 1327. 1329 übergab der Hochmeister das St.-Georgs-Hospital in den Besitz der Altstadt.
1455 brannte das Gebäude nieder, 1520 wurde es fast vollständig zerstört. Spätestens im 17. Jahrhundert wurde es in eine Leibrenten-Anstalt umgewandelt, in der Männer und Frauen nach Zahlung eines Eintrittsgelds lebenslanges Wohnrecht, Heizmaterial und eine kleine Rente erhielten.
1775 und 1811 brannte das Gebäude erneut nieder.
Von 1894 bis 1897 wurde ein neuer großer Gebäudekomplex nach Plänen des Stadtbaumeisters Carl Worms gebaut.
Im Jahr 1945 wurde das Gebäude zwar beschädigt, blieb aber als eines von zweien in der näheren Umgebung (neben der Reichsbahndirektion) erhalten und wurde später wieder instand gesetzt. Seit 1991 ist darin eine Ausbildungsstätte für junge Seeleute untergebracht.